# Emelie Öhrstig

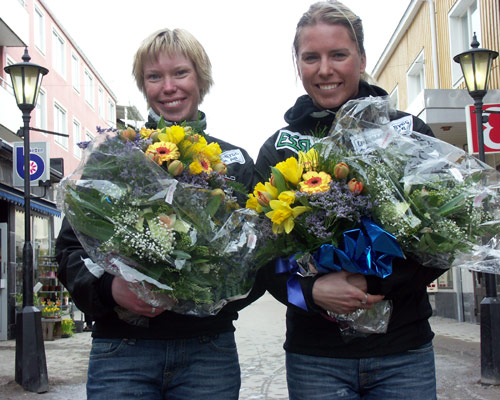
Lina Andersson och Emelie Öhrstig efter världsmästerskapen 2005.

Emelie Öhrstig, född 27 februari 1978 i Borås, är en svensk idrottare, ekonom och företagsledare. Under sin idrottskarriär var hon längdåkare och cyklist i elitklass. Emelie Öhrstigs största framgång är VM-guldet i sprint i Oberstdorf 2005.

## Biografi
Öhrstig tävlade för Piteå Elit och gick på Stjerneskolans skidgymnasium. Hon satsade länge på både skidåkning och cykel (såväl mountainbike som landsvägscykling), och var proffscyklist i Italien.
I samband med nordiska mästerskapen i cykel i Lahtis 1999 fastnade Öhrstig i dopningskontrollen för höga halter av koffein, som räknas som dopning i större mängder. En medicinsk undersökning visade dock att hon saknar ett enzym i levern som bryter ned koffein, vilket ledde till att hon friades från anklagelserna.
2005 nådde Emelie Öhrstig sin största idrottsliga framgång, genom segern i VM-sprinten i längdskidor i tyska Oberstdorf.
2006 tillkännagav Öhrstig att hon skulle avsluta skidkarriären.
Efter idrottskarriären har Öhrstig medverkat som expertkommentator i media, bland annat på Eurosport, SVT och Discovery+. Hon har därtill varit styrelseledamot i ett flertal idrottsliga organisationer, bland annat Svenska Skidförbundet .
2009 var Öhrstig en av deltagarna i TV-serien "Mästarnas Mästare"  där hon slutade på 8:e plats.
Öhrstig är utbildad ekonom och har under många år arbetat i näringslivet med försäljning och marknadsföring. Sedan 2021 är hon verkställande direktör för Volvo Personvagnars svenska försäljningsorganisation.

## Meriter, i urval

### Skidor
- 1998 - Tvåa i Tjejvasan.
- 1999 - Nordisk mästare i cykel, mountainbike och landsväg
- 2002 - Seger i Tjejvasan.
- 2004 - Tvåa i Tjejvasan.
- 2005 - Två SM-guld och VM-guld i sprint.
- 1:a SM 15 km Hudiksvall (F) 2005
- 1:a SM stafett Hudiksvall (K) 2005
- 2:a SM 30 km Luleå (K) 2005
- 1:a SM stafett Skellefteå (F) 2004
- 2:a SM Jaktstart (K+F) 2000

### Cykel, mountainbike
- 1 NM-guld
- 2 NM-brons

### Cykel, landsväg
- 1 NM-guld
- 2 topp-femplaceringar i Giro della Toscana Femminile